# Cryptantha rattanii
Cryptantha rattanii är en strävbladig växtart som beskrevs av Edward Lee Greene. Cryptantha rattanii ingår i släktet Cryptantha, och familjen strävbladiga växter. Inga underarter finns listade i Catalogue of Life.